# دبليو دبليو إي ديفا سيرش

الشعار الرسمي لمسابقة دبليو دبليو اي ديفا سيرش 2007

دبليو دبليو أي البحث عن ديفا (بالإنجليزية: WWE Diva Search)‏ مسابقة بحث عن مواهب سابقة بإتحاد المصارعة العالمية الترفيهية.الفائزة الأولى كانت جايمي كوبي لكنها لم تحصل على عقد مثل باقي الفائزين.الفائزين يشملون كريستي هيمي، آشلي ماسارو، ليلى ال والفائزة الاخيرة إيف توريس.

## 2003
في 2003 الدبليو دبليو اي اقامت أول مسابة اليحث عن ديفا.ومع ذلك، خلافاً للمسابقات التالية، أول فائزة بالمسابقة لم تحصل على عقد مع الدبليو دبليو أي.ولكنها حصلت على فوتوشوت في عدد من مجلة الدبلو دبليو اي، جايمي كوبي سُميت على أنها أول فائزة بمسابقة البحث عن ديفا.

## 2004

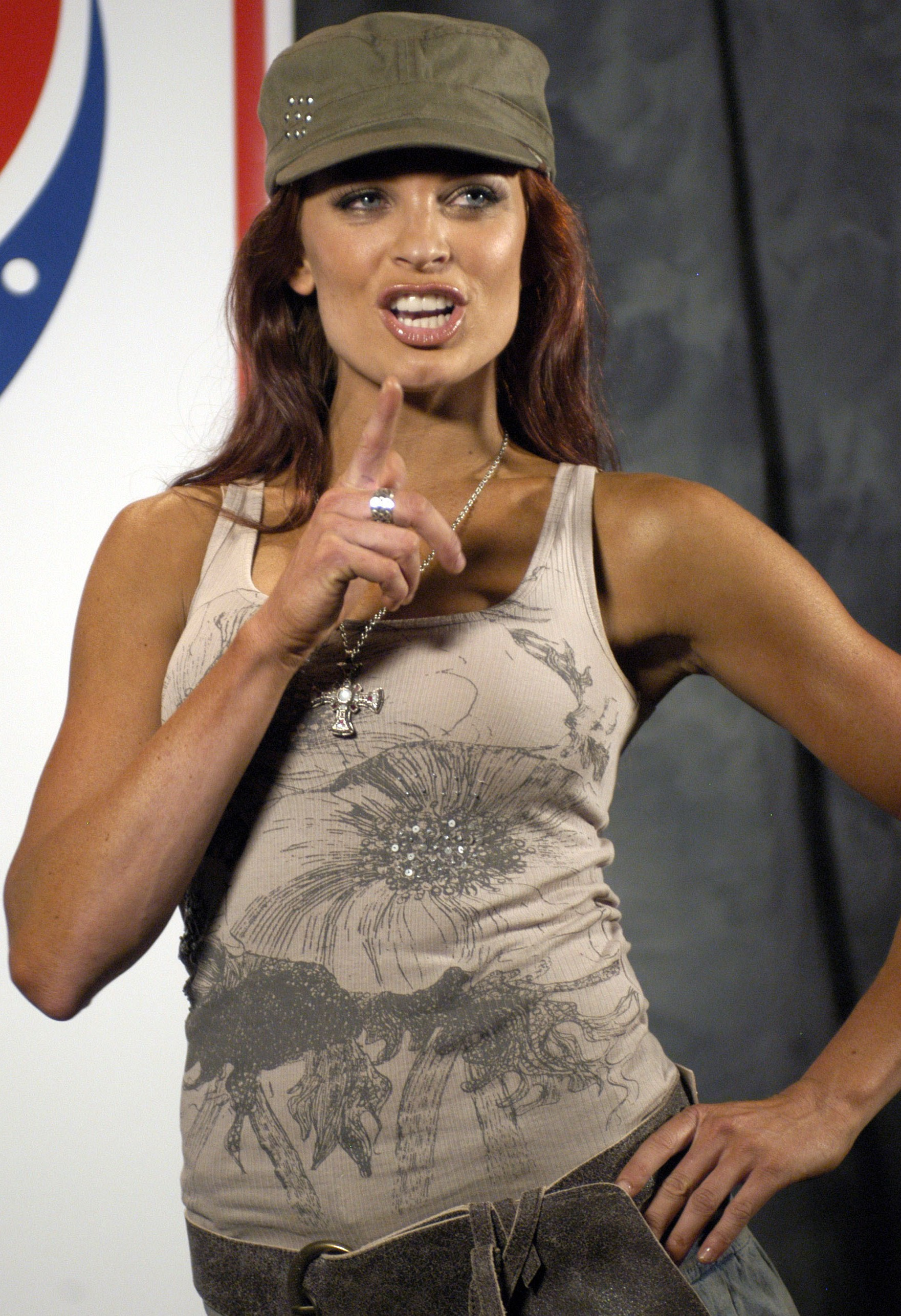
كريستي هيمي: الفائزة بمسابقة 2004.

الأغاني الرسمية:"Walk Idiot Walk" من غناء The Hives ، و "Time and Time Again" من غناء Chronic Future ، و "Open Your Eyes" من غناء Alter
Bridge

### المتسابقات
- كريستي هيمي - الفائزة[2][3][4][5]
- كارميلا دي سيزاري - الوصيفة[4][6]
- جوي جيوفاني - المركز الثالث[6]
- ايمي ويبر - المركز الرابع[6]
- ماريا كانليس - المركز الخامس[7]
- رايت تريسي - المركز السادس
- ميشيل مكول - المركز السابع[7]
- شاندرا كوستيلو - المكز الثامن
- كاميل أندرسون - المركز التاسع
- جوليا كوستيلو - المركز العاشر

## 2005
الاغنية الرسمية:"Be Yourself" من غناء Audioslave

### المتسابقات
- آشلي ماسارو - الفائوة[6][8]
- ليلى ميلاني - الوصيفة
- إليزابيث روفير - المركز الثالث
- كريستال مارشال - المركز الرابع
- سمر ديلين - المركز الخامس
- كاميرون هافن - المركز السادس
- سيمونا فوسكو - المركز السابع
- ليولين «الكسيس» أندو رادي - المركز الثامن